# Araneus angulatus
Espèce
Synonymes
- Araneus virgatus Clerck, 1757
- Aranea cruciata Walckenaer, 1802
- Epeira eremita C. L. Koch, 1835
- Epeira quercetorum C. L. Koch, 1837
- Epeira pinetorum C. L. Koch, 1837
- Epeira regia Simon, 1874
- Epeira angulata afolia Franganillo, 1909
- Epeira angulata levifolia Franganillo, 1909
- Epeira angulata nitidifolia Franganillo, 1909
- Epeira angulata nigra Franganillo, 1918
- Araneus angulatus atricolor Simon, 1929
- Araneus angulatus personata Simon, 1929

Araneus angulatus, l'Épeire anguleuse ou Épeire à dents de scie, est une espèce d'araignées aranéomorphes de la famille des Araneidae.

## Distribution
Cette espèce se rencontre en écozone paléarctique. Elle a été observée en Europe, en Turquie, en Iran, en Asie centrale, en Russie et en Corée du Sud.

## Habitat
Cette araignée vit dans les bois, taillis, hautes herbes, parcs et jardins où elle construit sa grande toile circulaire pouvant atteindre 70 cm de diamètre.
Elle affectionne les mêmes biotopes que l'épeire diadème, mais elle est moins fréquente que cette dernière. 

## Description
Les mâles mesurent 10 mm et les femelles de 15,5 à 20 mm.

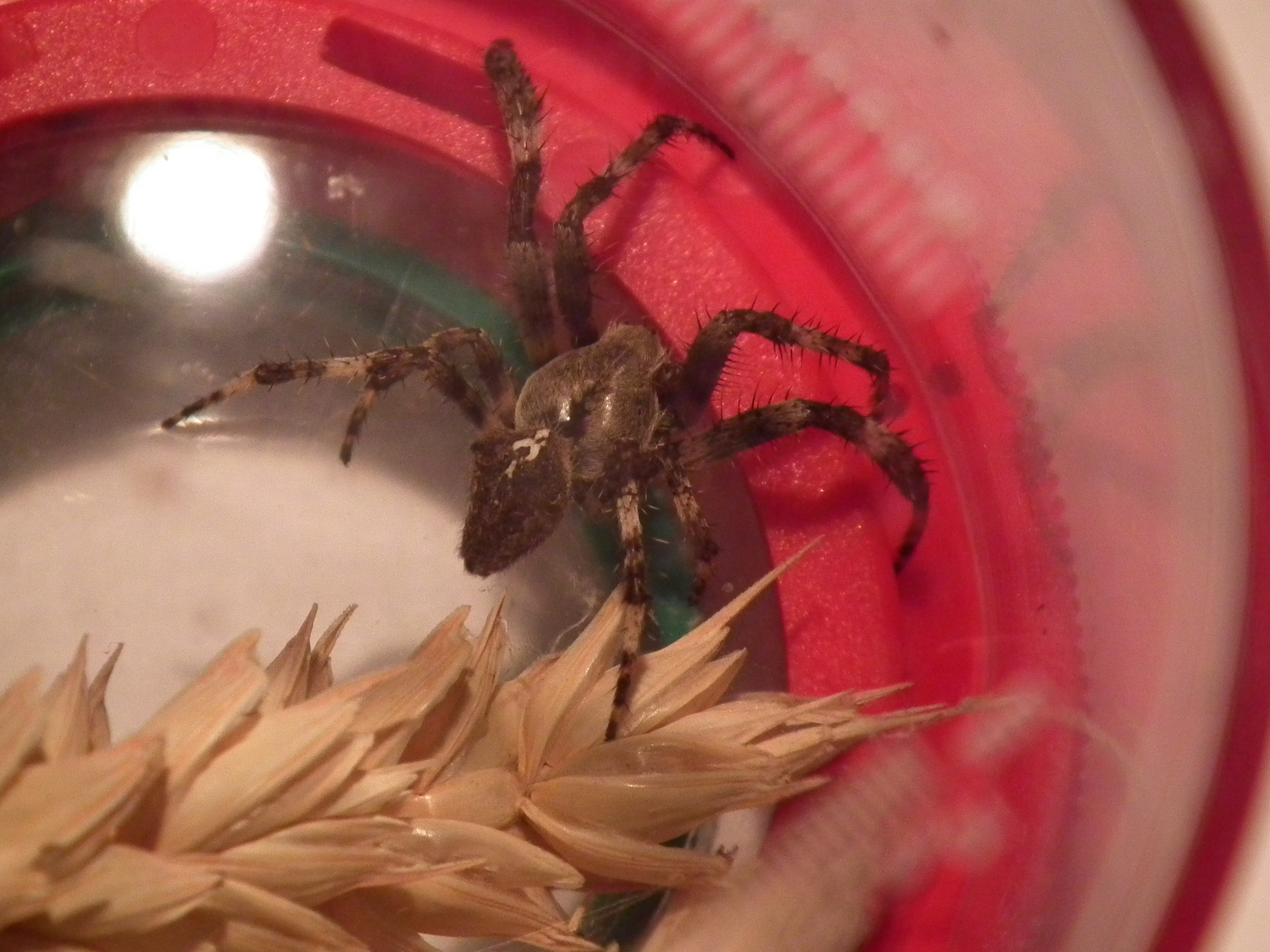
Araneus angulatus

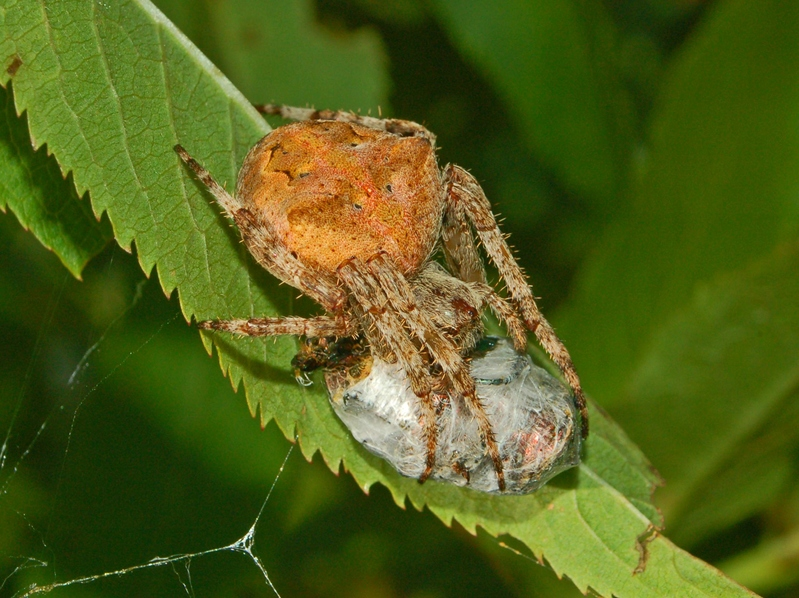
Araneus angulatus

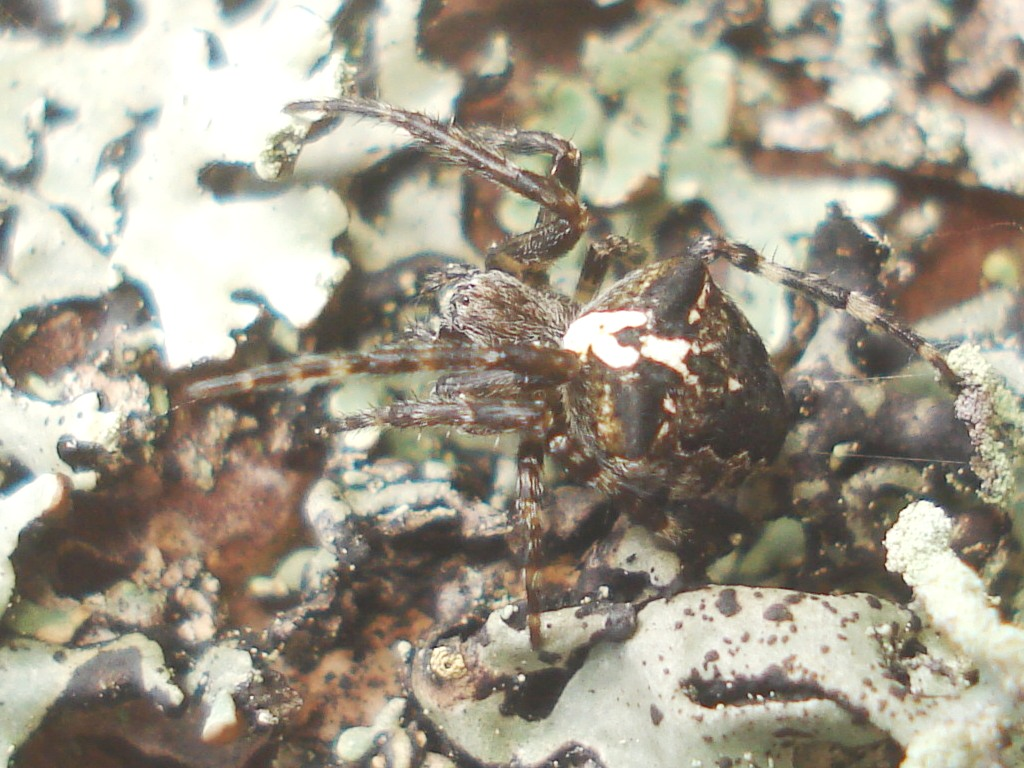
Araneus angulatus

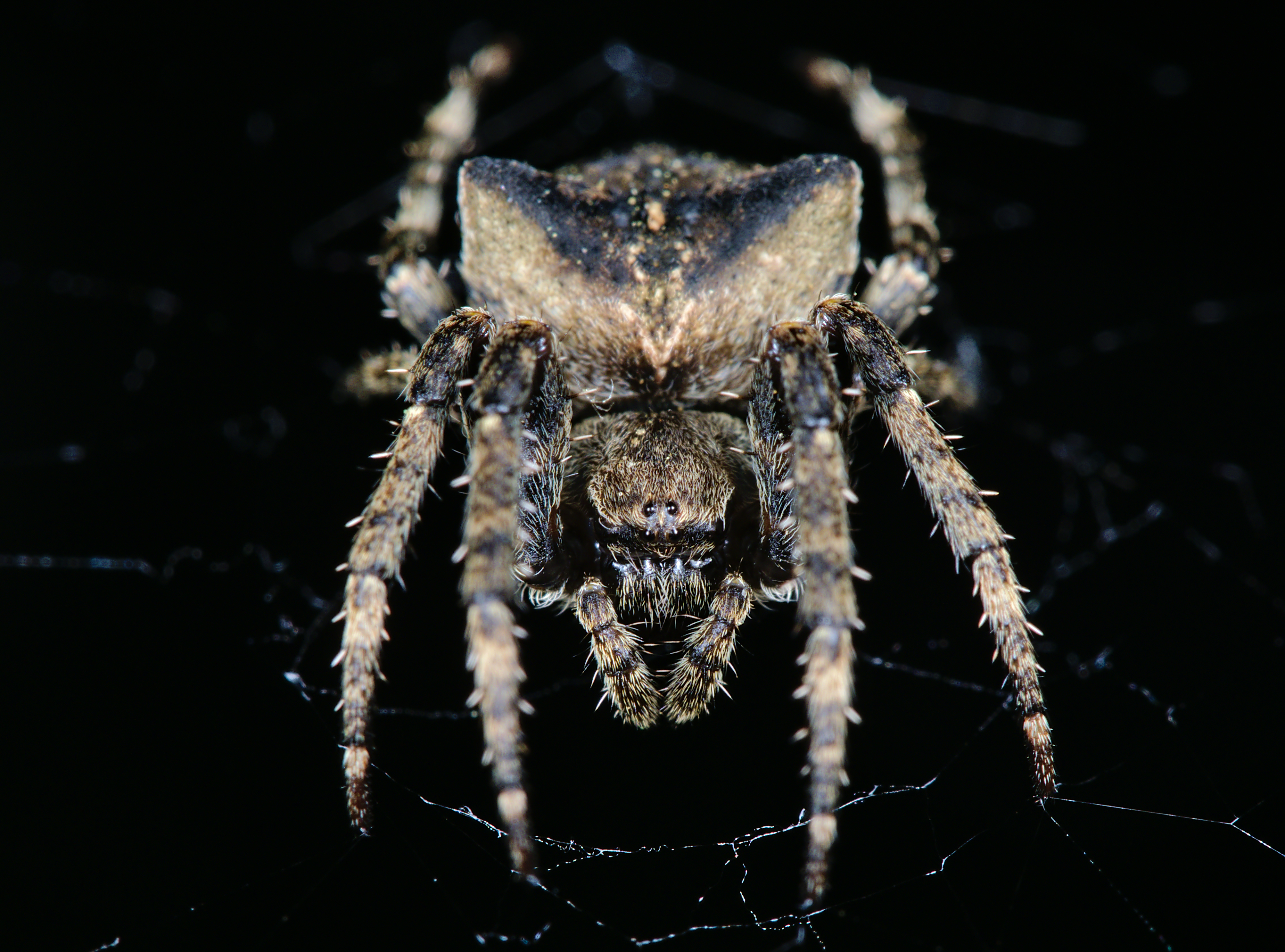
Araneus angulatus

Le mâle comme la femelle présentent des dessins en forme de dents pointues sur le dessus de l'abdomen et aussi deux bosses caractéristiques de chaque côté de l'avant de l'abdomen.

## Liste des sous-espèces
Selon World Spider Catalog (version 23.0, 23/02/2022) :
- Araneus angulatus angulatus Clerck, 1757 paléarctique
- Araneus angulatus personatus Simon, 1929 de France, Espagne et de Belgique

## Systématique et taxinomie
Cette espèce a été décrite par Clerck en 1757. 
Les sous-espèce Araneus angulatus afolius, Araneus angulatus atricolor , Araneus angulatus levifolius, Araneus angulatus niger et Araneus angulatus nitidifolius ont été placées en synonymie avec Araneus angulatus par Breitling, Bauer, Schäfer, Morano, Barrientos et Blick en 2016. Araneus angulatus castaneus, Araneus angulatus crucinceptus, Araneus angulatus fuscus, Araneus angulatus iberoi et Araneus angulatus pallidus ont été placées en synonymie avec Araneus pallidus. Araneus angulatus serifolius a été déclaré nomen dubium.

## Publications originales
- Clerck, 1757 : Svenska spindlar, uti sina hufvud-slågter indelte samt under några och sextio särskildte arter beskrefne och med illuminerade figurer uplyste. Stockholmiae, p. 1-154.
- Simon, 1929 : Les arachnides de France. Synopsis générale et catalogue des espèces françaises de l'ordre des Araneae; 3e partie. Paris, vol. 6, p. 533-772.